# Castianeira nanella
Castianeira nanella is een spinnensoort uit de familie van de loopspinnen (Corinnidae).
De wetenschappelijke naam van de soort werd in 1933 gepubliceerd door Willis John Gertsch.